# Reaktivni čoln
Reaktivni čoln ali Jet Boat je plovilo, ki ga poganja vodni reaktivni motor. Za razliko od konvencionalnih plovil, ki uporabljajo propeler, reaktivni čoln ustvarja potisk tako, da sesa vodo pod trupom in jo potem izstreli z veliko hitrostjo skozi šobo na zadnjem delu (krmi).
Reaktivne čolne je prvi zasnoval Sir William Hamilton, Hamilton je tudi izumil praktični vodni reaktivni motor - WaterJet ali Pump-Jet. Reaktivni čolni so bili sprva namenjeni uporabi na plitkih in hitrotekočih rekah.
Reaktivni čolni so zelo manevrirni in se lahko s spreminjanjem smeri potiska ustavijo na zelo kratki razdalji - "Crash stop". "Hamiltonov obrat" je manever, ko se pri zmanjšani moči motorja hitro obrne krmilo in se nato spet doda moč - to povzroči velik slap vode.
Moč za poganjanje vodnega reaktivnega motorja dovaja batni (bencinski) motor, za večja plovila pa lahko tudi turbogredni motor.
Slabosti JetBoat-a je sorazmerno velika poraba goriva. Propelerska plovila so bolj energijsko učinkovita pri hitrostih do 20 vozlov (37 km/h), pri večji hitrostih 20-50 vozlov pa so bolj efektivni reaktivni vodni motorji.
Največje plovilo z vodnim reaktivnim motorjem je fregata razreda Valour